# Montreuil-sur-Ille
Montreuil-sur-Ille (bret. Mousterel-an-Il) – miejscowość i gmina we Francji, w regionie Bretania, w departamencie Ille-et-Vilaine.
Według danych na rok 1990 gminę zamieszkiwało 1418 osób, a gęstość zaludnienia wynosiła 94 osoby/km² (wśród 1269 gmin Bretanii Montreuil-sur-Ille plasuje się na 441. miejscu pod względem liczby ludności, natomiast pod względem powierzchni na miejscu 662.).